# Тибо, Франсис
Франсис Тибо (фр. Francis  Thibaud; 1877, Бордо — 1942, Оран) — французский виолончелист, музыкальный педагог и дирижёр. Сын Жоржа Тибо, брат Альфонса, Жозефа и Жака Тибо.
Окончил Парижскую консерваторию (1898), ученик Жюля Дельсара.
Первый исполнитель сонаты для виолончели и фортепиано Шарля Турнемира (1896). Концертировал в Париже, в том числе вместе с Луи Дьемером, удостаиваясь, однако, иронических отзывов. На рубеже веков выступал в составе семейного фортепианного трио (с братьями Жозефом и Жаком), а также в струнном квартете под руководством брата Жака (со Стэнли Мозесом и Анри Казадезюсом). Постепенно переключился на дирижёрскую и преподавательскую деятельность. С 1924 г. и до конца жизни директор Оранской консерватории. Дирижировал оркестром городского Общества друзей музыки.